# Психологический контракт
Психологический контракт (англ. psychological contract) — неявная система взаимных ожиданий и представлений между работником и работодателем. Термин используется при анализе трудовых отношений или при обосновании реакции работника на организационные изменения. В отличие от формального контракта, система представлений не оговаривается и характеризуется как диффузная, неопределенная.

## История изучения
Необходимость введения понятия «психологический контракт» появилась вследствие изменения традиционного жёсткого контракта между работником и работодателем в сторону соглашения более пластичного и гибкого. Если раньше работники, проявив усердие и верность организации, получали взамен стабильную работу и возможность профессионального роста, то теперь такие отношения стали недостаточными или неэффективными в отношениях работника и работодателя.
Впервые о психологическом контракте заговорил Крис Арджирис в контексте скрытых, неформальных соглашений между начальником и подчиненными. Гарри Левинсон в 1962 году впервые четко разделил понятия формального и психологического контракта, объяснив различие тем, что психологический контракт никогда не записывается и остается в виде неоговариваемой системы ожиданий.
Окончательно сформированный термин использовал Эдгар Шейн в 1965 году. Шейн изначально рассматривал психологический контракт как представление любого сотрудника и, соответственно, работодателя о том, что сотрудник должен делать для организации и что он может получить взамен. В дальнейшем психологический контракт стали использовать в качестве объяснения того, как люди интерпретируют взаимные обязательства и обещания.
Одной из основных теорий психологического контракта стала теория Дениз Руссо. Руссо подчеркнула субъективный характер психологического контракта, описав его, как напрямую не оговариваемую и в целом не осознаваемую систему взаимных ожиданий работника и работодателя относительно того, что сотрудникам необходимо получить от организации, однако четко осознается какое-либо нарушение сформированных ожиданий.

## Основные характеристики

### Формальный и психологический контракты
Под формальным контрактом обычно понимают трудовой договор, то есть, юридический документ, определяющий взаимоотношения исполнителя и работодателя в социально-экономическом плане. Формальный контракт отличается ясностью, материальностью и обычно содержит в себе характер и объем выполняемой работы, информацию о заработной плате, периодах отпуска и т. д. Психологический контракт — неясный, неписаный свод взаимных ожиданий и предпочтений работодателя и работника и выступает как субъективное отношение работника и работодателя к обязанностям, зафиксированным в формальном контракте. Если формальный контракт — документ стабильный и практически не изменяется, то психологический контракт подвержен постоянным изменениям и может быть нарушен различными способами.
У формального и психологического контрактов есть и общие стороны: психологический контракт основывается на формальном договоре, а следовательно, зависит от юридических, социальных и экономических изменений, относящихся к организации. Таким образом, формальный и психологический контракты могут измениться вслед за сменой трудовых и социальных норм, демографических перестроек. Такие влияния принято разделять на внешние и внутренние. К первой группе внешних влияний относятся такие изменения, которые не управляются организацией, например, смена положений трудового кодекса, направленности рынка труда. Вторая группа изменений находится под контролем организации, к этой группе относятся смена политики организации, изменение требований к работнику и т. д.

### Классификация
Руссо определила два типа психологического контракта:
- трансакционный контракт (акцент на ожидании и обещании материального вознаграждения; кратковременная форма);
- реляционный контракт (слабая степень осознанности; ожидания, основанные на доверии или недоверии; длительная форма).

Следует отметить, что обычно предложения работодателя сводятся к транзакционному контракту, а ожидания работника — к реляционному, на основе данного несоответствия рождаются противоречия и конфликты в трудовых отношениях.

### Элементы
В 1990 году Дениз Руссо провела исследование, в результате которого были выявлены обязательства, лежащие в основе психологического контракта. Работодателям приписывалось 7 обязательств: продвижение по службе, большая заработная плата, поощрение хороших результатов, обучение, стабильный и надежный пост в организации, карьерный рост, забота и поддержка. Работники обладали 8 обязанностями: сверхурочная работа, лояльность и преданность организации, готовность к дополнительным усилиям, преждевременное уведомление об увольнении, согласие с внедрением интернет-ресурсов в работу, отказ от помощи конкурентам, запрет на сокрытие информации, работа в организации на протяжении минимум двух лет.
Неоднозначное определение психологического контракта и его субъективное понимание обеими сторонами приводит к нечеткому определению элементов контракта. Однако любые его составляющие принято рассматривать с точки зрения описательной модели, разработанной Руссо и коллегами. Описательная модель психологического контракта включает:
- стабильность (насколько контракт устойчив в долговременной перспективе);
- сфера охвата (контракт может включать работу и личную жизнь и их взаимосвязь);
- ясность (насколько четко для всех сторон определены основные положения);
- направленность (ориентация сотрудника на социальный, эмоциональный, экономический или любой другой аспект трудовой деятельности).

Содержание психологического контракта определяется в ходе переговоров потенциального сотрудника и работодателя до приема на работу, затем содержание изменяется в ходе выполнения должностных обязанностей. Для поддержания ключевых позитивных элементов психологического контракта работнику и работодателю необходимо поддерживать баланс и следить за динамикой изменения контракта в соответствии с организационными, социальными и экономическими изменениями.

## Нарушение контракта
Если основные положения психологического контракта необязательно должны быть осознанными, то нарушение или несоблюдение этих положений осознается сотрудниками ясно и определенно. Можно выделить три стадии нарушения психологического контракта: работник или работодатель дает обещания, но не может их выполнить, работник или работодатель не соблюдает контракт и работник или работодатель нарушает контракт, причем нарушение контракта характеризуется четким пониманием процесса и аффективной реакцией противоположной стороны. Степень реакции может зависеть от индивидуальных факторов, например, от возраста, образования, прошлого опыта и т. д. Руссо разработала 3 различных типа нарушения психологического контракта:
| Тип нарушения          | Характеристика                                                                                              | Пример                                                                                 |
| ---------------------- | --- | -------------------------------------------------------------------------------------- |
| Неявное нарушение      | Имеются возможность и желание соблюдать контракт (ненамеренная различная интерпретация положений контракта) | Расходящееся понимание задачи или детали факта работником и работодателем              |
| Ненамеренное нарушение | Не имеется возможности соблюсти положения контракта, но имеется желание                                     | Работодатель не в состоянии выполнить обещание из-за объективных внешних обстоятельств |
| Осознанное нарушение   | Имеется возможность выполнить обещание по контракту, но отсутствует желание                                 | Увольнение работника без объяснения причин                                             |

Помимо типов несоблюдения психологического контракта Руссо также удалось выявить типы реакции на данные нарушения:
- уход (прерывание взаимоотношений между работником и работодателем по собственной воле одной из сторон);
- обсуждение (попытка обсудить и разобрать нарушенные положения контракта);
- молчание (отсутствие реакции, возможная надежда на самостоятельное преобразование условий в будущем);
- разрушение (пассивное несоблюдение собственных обязанностей безотносительно к интересам организации или более активное разрушительное поведение).